# Giorgia Todrani
Giorgia Todrani, född 1971 i Rom, är en italiensk sångerska. Hon är mer känd som bara Giorgia. Hennes självbetitlade debutalbum släpptes 1994 och debutsingeln "E poi" blev framgångsrik i Italien. År 1995 vann Giorgia San Remo-festivalen med låten "Come saprei".
År 2011 släppte hon sitt åttonde studioalbum Dietro le apparenze, som toppade albumlistan i Italien. Det innehåller bland annat singlarna "Il mio giorno migliore" och "È l'amore che conta" som båda två nådde topp 10-placeringar.

## Diskografi

### Studioalbum
- 1994 - Giorgia
- 1995 - Come Thelma & Louise
- 1997 - Mangio troppa cioccolata
- 1999 - Girasole
- 2001 - Senza ali
- 2003 - Ladra di vento
- 2007 - Stonata
- 2011 - Dietro le apparenze